# Oabius fratris
Oabius fratris är en mångfotingart som beskrevs av Chamberlin 1916. Oabius fratris ingår i släktet Oabius och familjen stenkrypare. Inga underarter finns listade i Catalogue of Life.